# Manuel Cabré
Manuel Cabré Alsina (Barcelona, España; 25 de enero de 1890 - Caracas, Venezuela; 26 de febrero de 1984) fue un pintor hispano-venezolano, uno de los paisajistas más destacados de Venezuela. Se le conoce como «el pintor de El Ávila».

## Biografía
Manuel Cabré nació el 25 de enero de 1890 en Barcelona, España, hijo del escultor español Ángel Cabré y Magriñá (1863-1940) y de Concepción Alsina de Cabré. Desde muy niño residió en Venezuela, llegando con su padre quien había sido invitado por el presidente Joaquín Crespo para llevar a cabo trabajos en las obras públicas de Caracas. A los 14 años de edad ingresó en la Academia de Bellas Artes de Caracas, donde su padre regentaba la cátedra de escultura.
En 1912 fundó junto a Leoncio Martínez, Rafael Agüín, Cruz Alvárez García, Julián Alonzo, Antonio Edmundo Monsanto y otros artistas, el Círculo de Bellas Artes, grupo anti-académico que se rebeló contra los métodos de enseñanza de Antonio Herrera Toro. Enamorado del paisaje venezolano, pronto se sintió conmovido por el Cerro El Ávila, montaña al norte de Caracas, que pintó desde todos sus ángulos y con todos los matices. 
Después de varias exposiciones exitosas en Caracas, se trasladó a París en 1920, donde residió hasta 1930. Allí acudió a la Academia Colarossi y la Academia La Grande Chaumiére. En esta época cultivó el cubismo y el impresionismo. En 1931 regresó definitivamente a Venezuela y se dedicó a captar la naturaleza de su país. En 1951 ganó el Premio Nacional de Pintura y en 1955 el Premio Herrera Toro, en el XVI Salón Oficial, además de otros importantes galardones. Fue director del Museo de Bellas Artes de Caracas entre 1942 y 1946. Manuel Cabré fue un paisajista por excelencia, con un excelente dominio de la técnica, el color y la forma. Murió en Caracas el 26 de febrero de 1984, dejando una extensa obra.

## El Pintor del Ávila en el Táchira
En 1942 Manuel Cabré recibe el encargo de plasmar paisajes de los Andes por parte del Presidente de la República Isaías Medina Angarita. Para cumplir con esta labor viaja al estado Táchira. En estos cuadros abandona la visión cercana e intimista con la que suele representar el Ávila, y adopta una perspectiva panorámica afín a la que empleaba José María Velasco para plasmar el Valle de México a fines del siglo XIX. Estas pinturas muestran «la grandiosidad del paisaje andino, resplandeciente de infinitos verdes en una cálida atmósfera».

## Colecciones
Galería de Arte Nacional, Caracas
Fundación Polar, Caracas
Banco Mercantil, Caracas
Colección Cisneros, Caracas
Museo de Anzóategui, Barcelona, Estado Anzóategui
Museo Caracas, Alcaldía del Municipio Libertador, Caracas
Museo de Bellas Artes, Caracas
Residencia Presidencial La Casona, Caracas 